# Poienești
Poienești est une commune roumaine située dans le județ de Vaslui.